# Atemajac de Brizuela
Atemajac de Brizuela, Brizuela – miasto w zachodniej części meksykańskiego stanu Jalisco, położone około 75 km na południowy zachód od stolicy stanu - Guadalajary. Jest siedzibą władz gminy Atemajac de Brizuela. Miejscowość w 2010 r. zamieszkiwało 5457, natomiast całą gminę - 6665 osób. Klimat Atemajac de Brizuela jest subtropikalny, według klasyfikacji Wladimira Köppena, należy do umiarkowanie ciepłych (Cwa), z łagodnym, umiarkowanie wilgotnym latem i suchą zimą.